# Antonio Bevilacqua
Antonio Bevilacqua, (Santa Maria di Sala, Provincia de Venecia, Venecia, 22 de octubre de 1918 - Mestre, 29 de marzo de 1972) fue un ciclista profesional italiano de 1940 a 1955. Ganó la París-Roubaix en 1951, 11 etapas del Giro de Italia, campeón de Italia en Ruta en 1950 y fue dos veces campeón del mundo de persecución (1950 y 1951).

## Palmarés

### Pista
| 1943 - Campeonato de Italia en Persecución 1947 - 2.º en el Campeonato del Mundo en Persecución 1948 - 3º en el Campeonato del Mundo en Persecución 1949 - Campeonato de Italia en Persecución | 1950 - Campeonato del Mundo en Persecución - Campeonato de Italia en Persecución 1951 - Campeonato del Mundo en Persecución - Campeonato de Italia en Persecución 1952 - 2.º en el Campeonato del Mundo en Persecución |

1953
- 3º en el Campeonato del Mundo en Persecución

### Ruta
| 1946 - 2 etapas del Giro de Italia 1947 - 1 etapa del Giro de Italia 1948 - 1 etapa del Giro de Italia 1949 - 1 etapa del Giro de Italia 1950 - Campeonato de Italia en Ruta - Tres Valles Varesinos - 2 etapas del Giro de Italia - Milán-Vicenza - Trofeo Baracchi (con Fiorenzo Magni) | 1951 - París-Roubaix - 2 etapas del Giro de Italia - Giro del Veneto - 3º en el Campeonato de Italia en ruta - 3º en el Campeonato del Mundo en Ruta 1952 - Milán-Vignola - 2 etapas del Giro de Italia |

## Resultados en las grandes vueltas
| Carrera         | 1940 | 1941 | 1942 | 1943 | 1944 | 1945 | 1946 | 1947 | 1948 | 1949 | 1950 | 1951 | 1952 | 1953 | 1954 |
| --------------- | ---- | ---- | ---- | ---- | ---- | ---- | ---- | ---- | ---- | ---- | ---- | ---- | ---- | ---- | ---- |
| Giro de Italia  | -    | -    | -    | -    | -    | -    | 17º  | Ab.  | Ab.  | 40.º | 29.º | 26.º | 69.º | -    | -    |
| Tour de Francia | -    | -    | -    | -    | -    | -    | -    | -    | 33º  | -    | -    | -    | -    | -    | -    |
| Vuelta a España | -    | -    | -    | -    | -    | -    | -    | -    | -    | -    | -    | -    | -    | -    | -    |
| Mundial en Ruta | -    | -    | -    | -    | -    | -    | -    | -    | -    | -    | -    | 3º   | 10º  | -    | -    |